# 印度共产党（马列）索姆纳特
印度共产党（马列）索姆纳特（英語：Communist Party of India (Marxist−Leninist) Somnath）是印度的一个共产主义政党。该党分裂自卡努·桑亚尔领导的印度共产党（马列）阶级斗争。在2006年西孟加拉邦立法选举期间，Somnath Chatterjee Ukhra和Pradip Banerjee强烈反对他们所在的印度共产党（马列）阶级斗争的政策，遂另行组织该党。该党是一个受马克思列宁主义和毛主义影响的纳萨尔派组织。